# Aleksandr Platunov
Aleksandr Nikolaevič Platunov (in russo Александр Николаевич Платунов?; Perm', 6 luglio 1997) è un cestista russo.

## Palmarès

### Squadra
- Coppa di Russia: 1

Parma Perm': 2018-19

### Individuale
- MVP Coppa di Russia: 1

Parma Perm': 2018-19